# Love Rollercoaster
Singles de The Ohio Players
Sweet Sticky Thing
(1975) Alone
(1975)
Love Rollercoaster est une chanson américaine des Ohio Players écrite et composée par ces derniers et sortie en 1975. Elle est classée no 1 aux Hot R&B/Hip-Hop Songs. On peut l'entendre dans plusieurs jeux vidéo comme Grand Theft Auto: San Andreas et les bandes originales des films d'horreur Urban Legend en 1998 et Destination finale 3 en 2006.

## Versions

### Single de Red Hot Chili Peppers
Singles de Red Hot Chili Peppers
Shallow Be Thy Game
(1996) Scar Tissue
(1999)
Cette version, qui n'est pas entrée dans les hit-parades, est présente sur la bande originale du film Beavis et Butt-Head se font l'Amérique.
Enregistrée en anglais (sauf mentions contraires) par :
Anthony Kiedis
Flea
Chad Smith
Dave Navarro